# Hans Eisele
Hans Kurt Eisele (13 de março de 1913, Donaueschingen – 3 de maio de 1967, Cairo) foi um médico (sanitätswesen) alemão da Schutzstaffel (SS) que serviu em campos de concentração nazistas.

## Biografia

### Vida pessoal
Filho de um pintor, Eisele teve uma infância modesta. Sua família acabou tendo uma situação financeira difícil devido aos problemas econômicos que a Alemanha enfrentava na década de 1920. Depois de se formar na escola em sua cidade natal de Donaueschingen, ele começou a estudar medicina em Freiburg em 1931. Em 1933 ele se juntou ao Partido Nazista e a SS.
Ele foi casado e teve três filhos.

### Crimes
Em janeiro de 1940, Eisele se alistou na Waffen-SS e foi por um curto período de tempo servir no campo de concentração de Mauthausen. Logo depois, de fevereiro a agosto de 1941, ele trabalhou no campo de concentração de Buchenwald. Ele serviu como médico e teria tomado parte no assassinato de 300 prisioneiros que sofriam de tuberculose. Ele também fazia cirurgias experimentais, muitas sem anestesia, e muita das vezes terminavam em óbito dos pacientes. Além disso, ele também foi acusado de  torturar e abusar de seus pacientes. Eisele foi então para o campo de Natzweiler e em junho de 1942 foi enviado para um hospital da SS em Praga. Ele também serviu com a Divisão Das Reich da SS na Frente Leste. Em fevereiro de 1945 ele foi servir no campo de concentração de Dachau e trabalhou com o doutor Fritz Hintermayer.
Hans Eisele foi preso pelas forças americanas em abril de 1945.

### Julgamento e punição

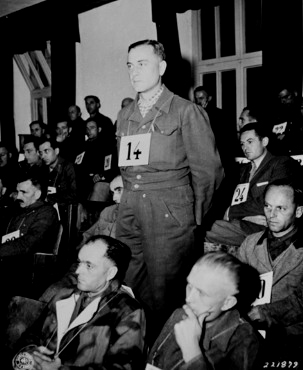
Eisele (#14) ouve as acusações contra ele durante o julgamento de Dachau.

Em 13 de dezembro de 1945, Eisele foi julgado por sua participação em vários crimes de guerra, como execuções e experimentos médicos. Ele foi eventualmente sentencionado a morte. Sua sentença foi comutada em 11 de abril de 1947. Contudo ele foi levado a julgamento novamente e recebeu, junto com vários outros criminosos, uma nova condenação a morte. Os procedimentos dos julgamentos foram, contudo, questionados e a pena de morte foi convertida a uma sentença de dez anos de prisão.
Durante sua detenção na prisão de Landsberg, ele escreveu sua própria defesa chamada Audiatur et altera pars ("Princípio do contraditório") onde ele negou participação em crimes contra a humanidade e afirmou que era cristão, que era um médico apenas para cuidar dos outros. Em contraste com essas alegações, inúmeras testemunhas afirmaram que ele participou das atrocidades em campos de prisioneiros e de concentração. Até mesmo ex membros da SS atestaram isso. Mas, em 26 de fevereiro de 1952, Eisele teve sua sentença novamente comutada e foi libertado da prisão.

### Pós-guerra e fuga para o Egito
Uma vez libertado, ele foi praticar medicina em Munique. Em 1958, durante o julgamento de Martin Sommer, um guarda de Buchenwald, novas alegações foram feitas contra Eisele. Ele então teve que fugir para o Egito, onde ele assumiu um pseudônimo de Carl Debouche em foi viver nos subúrbios da cidade do Cairo.
Eisele teve que se esconder por diversas vezes após pedidos de extradição do governo da Alemanha foram feitos.
Durante sua vida por três vezes ele quase foi assassinado a mando do Mossad (o serviço de inteligência israelense). Eisele faleceu em 3 de maio de 1967 de razões desconhecidas. Seu corpo foi logo depois levado de volta a Alemanha para ser enterrado.